# Van Dijck (cràter)
Van Dijck és un cràter d'impacte en el planeta Mercuri de 101,53 km de diàmetre. Porta el nom del pintor flamenc Anthony van Dyck (1599-1641), i el seu nom va ser aprovat per la Unió Astronòmica Internacional el 1979.